# مسجد فاتحبوري
مسجد فاتحبوري هو مسجد يعود بنائه إلى القرن السابع عشر الميلادي، يقع المسجد في الطرف الغربي من أقدم شوارع عاصمة الهند دلهي شارع تشوك تشوك، قبالة القلعة الحمراء على الطرف المقابل من شارع تشوك تشوك.

## التاريخ
تم بناء المسجد في عام 1650 من قبل فاتحبوري بيجوم إحدى زوجات الإمبراطور شاه جهان الذي كان من عائلة فاتحبور سيكري، ويسمى المسجد في تاج محل لها أيضا.
وكان البريطانيون قد عرضوا المسجد في المزاد بعد حرب 1857 , واشتراه لراي لالا شونمال بمبلغ بلغ 19,000 روبية  والذي بدوره حافظ على المسجد، وفي وقت لاحق في عام 1877 تمكنت الحكومة فب دلهي من الحصول على المسجد مقابل أربع قرى وأعيد للمسلمين من قبل محكمة دلهي دوربار وذلك عندما سمحت بريطانيا للمسلمين بالعودة مرة أخرى في دلهي القديمة.

## محيط المسجد والامام
وقد انشأ بجانبه بشكل تدريجي سوق خاري باولي وهو أكبر سوق التوابل اليوم في آسيا وذلك بعد إعادة بناء المسجد، ويحتفل المسلمون في دلهي القديمة بعيد الفطر وعيد الأضحى بحماس كبير في المسجد، ويعد المفتي مكرم أحمد مفتي وإمام مسجد فاتحبوري، وكان الإمام هناك لمدة ما يقرب من 42 عاما، وقبله كان والده المفتي محمد أحمد (ت: 1971 - 1391 هـ) إمام ومفتي للمسجد.

## العمارة
تم بناء المسجد باستخدام الحجر الرملي الأحمر، وله قبة كبيرة مع مجموعة من القبب الصغيرة على القمة المسجد، ويحيط بالقبة مآذن، المسجد ذو تصميم تقليدي ويحتوي على قاعة للصلاة تحتوي على سبع أبواب مقوسه، وللمسجد شقة مفردة ومزدوجة على جانبي المسجد، ويقع الإيوان المركزي في وسط المسجد بثلاثة أقواس على كل جانب.